# Hannibalsfejden
Hannibalsfejden var den del av Torstensons krig 1643–1645 som utspelades vid den svensk-norska gränsen från Jämtland till Göteborg 1644–1645. Namnet kommer från Norges ståthållare Hannibal Sehested.

## Striderna i Jämtland
Striderna började i januari 1644 med att norska bönder under Jakob Ulfelt gjorde ett infall från Jämtland in i Hälsingland, Medelpad och Ångermanland. Svenska trupper, bland annat Hälsinge regemente under Henrik Klasson Fleming, erövrade snart därefter Jämtland. Ett bondeuppbåd med dalkarlar erövrade också Särna och Idre i mars 1644, men för övrigt höll sig dessa trupper i huvudsak på defensiven. Sehested utvecklade stor energi och en betydande organisationstalang samt lyckades så, genom att lägga stora bördor på bönderna, uppsätta ganska betydande truppstyrkor. I maj 1644 anföll norrmännen under ledning av Hannibal Sehested i syfte att återta Jämtland. Frösö skans föll och den 10 augusti kapitulerade de sista svenska trupperna i landskapet. Jämtland förblev dock bara norskt fram till freden i Brömsebro året därpå, och har sedan dess tillhört Sverige.

## Striderna i Värmland och Dalsland
På hösten 1644 anföll Sehested med 4 000 man i Värmland och vann i början ganska stora framgångar. Nyanlagda Morast skans vid Charlottenberg erövrades och både Åmål och Vänersborg bränns ner. Ett försök att hejda Sehested på Bysjöns is 22 december 1644 slutade med svenskt nederlag, men sedan svenskarna en tid senare fått förstärkningar tvangs norrmännen åter gå över gränsen.

## Striderna runt Göta älv 1644
- Den 1 och 2 april 1644 sattes norska soldater från Bohus under två nätter iland på svenska sidan vid Gamla Lödöse. Sista natten med en förlust av 30 man och några båtar.
- Den 5 april kom kung Kristian IV med en flotta av elva skepp och kastade ankar i Älvsborgsfjorden. De började bygga skansen Gottenbrille på Kyrkogårdsholmen i Göteborgs hamninlopp, (senare platsen för fästningen Nya Älvsborg) i ett försök att skära av Göteborgs förbindelse västerut. Under april försökte danskarna även sänka stenfyllda båtar i hamninloppet och kung Kristian iakttog staden från Ramberget på Hisingen.
- Den 10 april gick en dansk styrka över Göta älv längre uppströms och plundrade Gamla Lödöse och trakten runtomkring.
- Den 15 april tog sig två holländska fartyg igenom den danska blockaden och in till Älvsborg. Den danska nattvakten avrättades.
- Den 20 april försökte Göteborgs kommendant Mannerskjöld under natten gå över älven med 1 200 man för att förstöra ett danskt härläger vid Lundby kyrkogård, men slogs tillbaka av 200 danskar.
- Den 30 april seglade den danska flottan iväg eftersom en holländsk eskader under amiral Maerten Thijssen rapporterades vara på väg mot Göteborg. Gottenbrille brändes i samband med avtåget.
- Den 10 juni straffades några bönder som uppmanat andra invånare i Götaälvdalen att betala brandskatt till Norge. Bönder från bland annat Starrkärrs socken i Ale härad hade också nattetid fört livsmedel till norska Bohus. Cirka 100 dragoner från Vänersborg förlades under en tid i gårdarna utefter älven, både som gränsvakt och för bevakning av de lokala bönderna.
- Den 15 juni kastades ett kompani norska soldater, som gått över älven och hotade Gamla Lödöse, tillbaka av 200 musketörer och 100 ryttare utsända från Göteborg. Norrmännen hann bränna Gamla Lödöse dessförinnan. Kyrkorna i bland annat Tunge och Nödinge samt sågkvarnar och slussar i Lilla Edet förstördes.
- Den 19 juni anföll norska soldater som tidigare dragits samman till Uddevalla plötsligt Vänersborg. Kommendanten Johan Haraldsson gav upp nästan direkt, och den nya staden, gamla Brätte och en skans brändes därefter ner av norrmännen. Haraldsson och ytterligare några svenska befäl ställdes senare inför krigsrätt. Norrmännen gick därefter mot Bohus och Hisingen på båda sidor älven.
- Den 24 juni slog Sehested en bro över älven mellan Hisingen och Skårdal, samt återuppför Skårdals skans för att kontrollera vägen på östra sidan. Drygt tusen man och 300 ryttare fanns då på Hisingen.
- Den 26 juni satte sex danska skepp iland några hundra soldater vid Bärby på Hisingen. Soldaterna drog sig senare ner till danskarnas gamla läger vid Lundby, och skeppen ankrade vid Kyrkogårdsholmen och spärrade Göta älv.
- Den 28 juni sökte 600 danska soldater från Varberg få kontakt med Sehested men slogs tillbaka vid Askims kyrka av 250 svenska soldater från Göteborg.
- Den 30 juni försökte Sehested slå ytterligare en brygga vid färjestället mellan Lärje och hospitalet, men den blev för kort.
- Den 1 juli skickades överste Johan Gordon med 200 musketörer och några mindre båtar/pråmar med kanoner upp från Göteborg och efter häftig eldgivning från båda sidor älven flydde danskarna från bryggan. Cirka 30 danskar och fyra svenskar dödades i striderna.
- Den 2 juli försökte danskarna gå över älven vid Agnesberg med 17 båtar och fyra kanoner. Gordons musketörer slog återigen tillbaka och cirka 50 danskar och fyra svenskar dödades. Musketörerna förföljde de danska båtarna som flydde uppströms, och vid Jordfallet kom de inom skotthåll. Danskarna flydde slutligen iland på Hisingssidan.
- Den 11 juli lättade de sex danska skeppen i Göteborgs hamninlopp ankar då de hotades av en stark holländsk eskader vilken kom fram i slutet av juli.
- Den 30 juli kom generalerna Lars Kagg och Per Brahe den yngre till Göteborg med förstärkningar.
- Den 1 augusti gick Kagg över till Hisingen med 2 000 man och anföll danskarnas förskansade läger vid Lundby och erövrade tre kanoner. Danskarna flydde och sökte skydd vid Bohus, varvid Kagg drog sig tillbaka.
- Den 5 augusti gick Mannerskjöld över älven vid Lärje. Danska dragoner som höll på att bli avskurna vid Tingstad flydde mot Bohus. Sehested höll sig därefter stilla vid Bohus, men höll Skårdals skans besatt en bit in på hösten.
- Augusti–september förstärkte Per Lillie gränsen utefter älven genom att bygga fem skansar, den nordligaste vid Vänersborg, vilka stod klara i slutet av september. Lokala bönder tvingades hålla vakt både i skansarna och för att hindra landstigning bland annat vid Båstorp och älvängarna.
- Den 20 oktober gick Ivar Krabbe från Varberg in i Mark och Bollebygd med danska trupper. De slogs tillbaka av svenska ryttare och bönder.
- I december förskansade sig överste Johan Wrangel med sina ryttare vid Lerum där de kunde förstärka de svenska trupperna både vid Göta älv och Hallandsgränsen.

## Fortsättning av striderna 1645
- Den 27 januari 1645 intogs Skårdals skans ovanför nuvarande Bohusskolan genom en överraskningsattack av danska trupper ledda av befallningsmannen på Bohus, amiral Ove Gjedde då den svenska besättningen på omkring 40 man togs till fånga fram till i augusti. Norrmännen rev större delen av skansen innan de drog sig tillbaka.
- Den 29 och 30 januari nämnde Sveriges första tidning Ordinarie Post-Tijdender i ett av dess första nummer att två bestyckade danska segelfartyg tagit sig upp genom isflaken på älven till Gamla Lödöse och beskjutit den nya skansen där. Då svenskarna sköt tillbaka tvangs danskarna kapa ankartrossarna och flyta med älven nedströms.[1]
- Den 4 februari gjorde danskarna under Henrik Bjelkes befäl tre anfall på Vänersborg, men slogs tillbaka av Per Lillies trupper.[1][2]
- I februari 1645 gjorde Hannibal Sehested omfattande förberedelser för en älvövergång vid Holmen och Hjärtum, bland annat genom att samla mat, ammunition och kanoner. Han brandskattade de närmaste socknarna utefter älven på östra sidan med 20 daler per gård.
- Den 12 februari gick danske kaptenen Opitz med ett kompani över till Tjurholmen i Göta älv för att ta den svenska vakten där tillfånga.
- Den 13 februari träffade ett 100-tal av Gordons musketörer, som kommit till Skårdal för att riva resterna av skansen där, på ett antal av Sehesteds soldater. Några svenskar togs tillfånga men de övriga lyckades fly.
- Den 14 februari fick amiral Gjedde order av Sehested att utse och anlägga ett härläger på Hisingen för omkring 2 000 man och 500 hästar. Detta användes senare under våren och sommaren.
- Den 16 februari gick Sehested över älven vid Holmen (Västerlanda socken) med omkring 1 600 man och började, efter en pistolstrid med delar av Johan Wrangels rytteri, förbereda ett anfall mot Tösslanda skans ovanför Lilla Edet. Vid Vänersborg gick Lillie samtidigt till svenskt motanfall mot de belägrande norrmännen, vilka retirerade mot Bohuslän.
- Den 17 februari anföll Sehested Tösslanda skans med omkring 500 man. Svenskarnas kommendant Schoman sprängde efter två timmars strid och sju stormanfall sig och skansen i luften då situationen bedömts som ohållbar. Överlevande svenskar huggs ner och kastas i älven av norrmännen.
- Den 19 februari drog sig alla norska trupper tillbaka, dels mot Norge och dels mot Bohus fästning och Hisingen.